# Rivière Théo
Rivière Théo är ett vattendrag i Kanada.   Det ligger i provinsen Québec, i den sydöstra delen av landet, 600 km nordväst om huvudstaden Ottawa. Rivière Théo ligger vid sjöarna  Lac Chartier och Lac Laporte.
I omgivningarna runt Rivière Théo växer i huvudsak blandskog. Trakten runt Rivière Théo är nära nog obefolkad, med mindre än två invånare per kvadratkilometer.